# Obereopsis signaticornis
Obereopsis signaticornis là một loài bọ cánh cứng trong họ Cerambycidae.